# Pittosporum pancheri
Pittosporum pancheri är en tvåhjärtbladig växtart som beskrevs av Adolphe-Théodore Brongniart och Gris. Pittosporum pancheri ingår i släktet Pittosporum och familjen Pittosporaceae. Inga underarter finns listade.